# World Travel Monitor
Der World Travel Monitor (WTM) (in Europa European Travel Monitor (ETM) (Europäischer Reisemonitor)) ist ein weltweites touristisches Informationssystem zum Auslandsreiseverhalten der jeweiligen Wohnbevölkerung.

## Entstehung / Ziel
Der Europäische Reisemonitor erhebt seit 1988 kontinuierlich die wichtigsten Daten zum Auslandsreiseverhalten in allen europäischen Ländern. Seit 1995 wurde er in allen wichtigen Überseemärkten (USA, Kanada, Australien, Argentinien, Brasilien, Vereinigte Arabische Emirate, Saudi-Arabien, Japan, China, Indien etc.) durch eigene Erhebungen oder Kooperationen zum World Travel Monitor ausgebaut. 2013 wurden ca. 90 % der internationalen Reiseströme durch den World Travel Monitor erfasst. Konzipiert und durchgeführt wird die Untersuchung von IPK International mit dem Ziel, alle Auslandsreisen mit mindestens einer Übernachtung, unabhängig vom Reiseanlass zu erfassen. Neben den Urlaubsreisen werden auch die Geschäftsreisen und alle sonstigen Privatreisen (z. B. Verwandten- und Bekanntenbesuche) erhoben.
Ausgelöst wurde die Schaffung dieses Informationssystems – zunächst für Deutschland (Deutscher Reisemonitor) und Europa – durch die Tatsache, dass es den Entscheidungsträgern im Tourismus bis zu diesem Zeitpunkt nicht möglich war, sich anhand der ihnen vorliegenden Informationen einen Überblick über den europäischen bzw. außereuropäischen Markt zu verschaffen (in Form einer Datenbasis, auf deren Grundlage sich beispielsweise die Volumina und Struktur der Auslandsreisen der Deutschen, US-Amerikaner, Briten, Russen, Chinesen etc. direkt vergleichen ließen). Vor Einführung des World Travel Monitors / Europäischen Reisemonitors existierten zwar verschiedene Erhebungen und amtliche Statistiken, doch die Ergebnisse waren kaum miteinander vergleichbar, da sowohl die Stichprobe als auch die Befragungsmethoden in den einzelnen Ländern zu unterschiedlich waren.
Beim World Travel Monitor / Europäischen Reisemonitor handelt es sich um eine Beteiligungsstudie. Hauptauftraggeber sind nationale und regionale Fremdenverkehrsämter, Tourismus-/Wirtschafts-Ministerien, Reiseveranstalter, internationale Hotelketten, Werbeagenturen, Beratungsunternehmen etc.

## Methode
Beim World Travel Monitor / Europäischen Reisemonitor handelt es sich um eine bevölkerungsrepräsentative Umfrage, d. h. die Zusammensetzung der Stichprobe entspricht der Zusammensetzung der Bevölkerung ab 15 Jahren in den jeweiligen Ländern. Die zu befragenden Personen werden telefonisch, persönlich oder online mit Computerunterstützung (sog. CATI bzw. CAPI-Methode befragt). Die Zahl der Interviews variiert je nach Bedeutung und Größe des Herkunftsmarktes (von 2.000 Interviews pro Jahr in kleineren Märkten bis zu 24.000 Interviews jährlich in großen Märkten). Insgesamt werden jährlich im Rahmen des World Travel Monitor ca. 500.000 Interviews durchgeführt.
Diese hohe Fallzahl führt zu einer besseren Qualität und stärkeren statistischen Auswertungstiefe der gewonnenen Daten. Darüber hinaus erlaubt sie in der Auswertung eine wesentlich feinere Marktsegmentierung, so dass auch über kleinere Segmente zuverlässige Aussagen gemacht werden können.
In einem standardisierten Fragebogen, dessen Grundfragen seit 1988 unverändert beibehalten wurden, werden alle wichtigen Merkmale einer Reise erhoben. Der Fragebogen des World Travel Monitors / Europäischen Reisemonitors berücksichtigt sowohl die Ermittlung des Reisevolumens (Zahl der durchgeführten Auslandsreisen) als auch die Reisemerkmale.
Abgesehen von der Anzahl der Reisen, werden folgende Reisemerkmale abgefragt:
- Anzahl der Auslandsreisen/Marktvolumen
- Reiseländer (weltweit)
- Reiseregionen/Städte
- Grund der Reise (Geschäftsreise, Urlaubsreise, sonstige Reisen (VFR, Pilgerreisen, Sprachreisen etc.))
- Art der Reise (Sonne und Strand, Rundreise, Städtetrip, Reise in die Berge, Kreuzfahrt, Wintersport, Wellness/Gesundheit etc.)
- Reisemotive/Aktivitäten (entspannen, Sightseeing, Land und Leute kennenlernen, gut essen und trinken etc.)
- Wiederholungsbesuche einer Destination
- Geschäftsreisen (MICE – Meeting, Incentive, Convention, Exhibition sowie traditionelle Geschäftsreisen)
- Reisedauer
- Wahl des Transportmittels
- Wahl der Unterkunft (5*, 4*, 3*, 2/1* Hotel, sonstige Unterkünfte (Ferienwohnung, Camping etc.))
- Buchungsverhalten (wo, wann und was wurde gebucht?)
- Nutzung des Internets (Informationssuche und Buchung)
- Reiseinformationsquellen
- Reisen mit Kindern
- Saison
- Ausgaben
- Zielgruppe (Geschlecht, Alter, Bildung, Einkommen, Kinder, Haushaltsgröße)
- Herkunftsregion
- Reisefrequenz
- Reiseintensität